# Øvelsesskole
En øvelsesskole er en grundskole, hvor de lærerstuderende har praktik og øver sig i at undervise børn. Begrebet har sit udspring i seminarielovgivningen, idet de lærerstuderende som led i deres undervisning i praksis skal kunne øve sig i at undervise børn.